# یواس‌اس گاسپر (ای‌پی‌ای-۱۷۰)
یواس‌اس گاسپر (ای‌پی‌ای-۱۷۰) (به انگلیسی: USS Gosper (APA-170)) یک کشتی بود که طول آن ۴۵۵ فوت ۰ اینچ (۱۳۸٫۶۸ متر) بود. این کشتی در سال ۱۹۴۴ ساخته شد.